# Tiffany (La bambola assassina)
(Frasi ricorrenti di Tiffany)
Tiffany Valentine, soprannominata Tiff, è un personaggio di quattro film della saga horror La bambola assassina. Essa fa la sua prima apparizione nel film La sposa di Chucky.

## Il personaggio
Tiffany era la fidanzata e complice di Charles Lee Ray, il quale trasferisce l'anima della compagna nel corpo di una bambola femminile dopo averla uccisa. La bambola è diversa dalla donna perciò ella la modifica perché somigli di più a se stessa. In una lotta contro il malefico bambolotto Chucky viene ferita a morte, ma prima di morire fa nascere un bambino, suo figlio (lei e Chucky avevano in precedenza avuto un rapporto sessuale). Dopo la sua morte, viene risvegliata dal figlio Glen / Glenda e alla fine del film scambia la sua anima nel corpo dell'attrice di Hollywood Jennifer Tilly. A seguito del ritorno di Chucky, Tiffany diventerà sua complice per gli omicidi da lui organizzati. A differenza del marito ha due volti: può essere bonaria e compassionevole oppure terribile, cattiva, psicopatica e infida.

## Saga deLa bambola assassina

### Film
- La sposa di Chucky (Bride of Chucky), regia di Ronny Yu (1998)
- Il figlio di Chucky (Seed of Chucky), regia di Don Mancini (2004)
- La maledizione di Chucky (Curse of Chucky), regia di Don Mancini (2013)
- Il culto di Chucky (Cult of Chucky), regia di Don Mancini (2017)

### Serie TV
- Chucky, regia di Don Mancini (2021-2024)